# Asrai (band)
Asrai is een Nederlandse band ontstaan in Schiedam. De groep speelt gothic rock en gothic metal. Asrai bestaat al onder deze naam sinds 1985, maar het debuutalbum verscheen in 1997.

## Bandleden
- Margriet Mol - zang
- Karin Mol - drums
- Manon van der Hidde -  keys
- Rik Janssen - gitaar
- Jacqui Taylor - gitaar
- Martin Kooy- bass

## Discografie

### Tapes
- The Blue Tape
- So Clear that You Couldn't Tell Where the Water Ended and the Air Began
- Love is a Lie
- Live in a Package
- Asrai

### Studioalbums
- 1997: As Voices Speak
- 2004: Touch in the Dark
- 2007: Pearls in Dirt
- 2017: Hourglass

### Ep
- 2013: Between Dreams and Destiny
- 2020: Shattered Time ( digital download)

### Singles & videoclips
- Pale Light
- In Front of Me
- Sour Ground
- All seems so Hollow
- Something you did
- Anywhere out of the world - Dead can Dance Tribute

### Samenwerkingen
- Amanda Somerville - tekstbewerker op Touch in the Dark (2004) en Pearls in Dirt (2007)